# Schwarzschild-De-Sitter-Metrik
Die Schwarzschild-De-Sitter-Metrik (kurz SdS-Metrik, {\displaystyle \Lambda >0}) und Schwarzschild-Anti-De-Sitter-Metrik (kurz SAdS-Metrik, {\displaystyle \Lambda <0}) sind in der Allgemeinen Relativitätstheorie jeweils  Verallgemeinerungen der Schwarzschild-Metrik ({\displaystyle \Lambda =0}) unter zusätzlicher Berücksichtigung von dunkler Energie, beschrieben durch die kosmologische Konstante {\displaystyle \Lambda }. Im Vakuum sind diese daher spezielle Lambdavakuumlösungen, also Lösungen der Einsteinschen Feldgleichungen mit verschwindendem Feldstärketensor und mit dunkler Energie. Im Gegensatz zur Schwarzschild-Metrik gibt es in der Schwarzschild-De-Sitter-Metrik eine Obergrenze für die Masse eines Schwarzen Loches, wobei dieser Fall als Nariai-Metrik bekannt ist.

## Formulierung
Mit der Masse {\displaystyle M} und der kosmologischen Konstante {\displaystyle \Lambda } ist die Schwarzschild-(Anti)-De-Sitter-Metrik gegeben durch:
{\displaystyle \mathrm {d} ^{2}s=\left(1-{\frac {2M}{r}}-{\frac {\Lambda }{3}}r^{2}\right)\mathrm {d} ^{2}t+\left(1-{\frac {2M}{r}}-{\frac {\Lambda }{3}}r^{2}\right)^{-1}\mathrm {d} ^{2}r+r^{2}\mathrm {d} \Omega .}

## Singularitäten
Die Schwarzschild-(Anti)-De-Sitter-Metrik wird singulär (die entsprechende Matrixdarstellung nicht mehr invertierbar) für:
{\displaystyle f(r):=g_{tt}(r)=g_{rr}(r)^{-1}={\frac {\Lambda }{3}}r^{3}-r+2M\;{\stackrel {!}{=}}\;0.}
Es gilt {\displaystyle f(0)>0}. Für {\displaystyle \Lambda <0} (AdS) ist {\displaystyle \lim _{r\rightarrow \infty }f(r)=-\infty }, weshalb des wegen des Zwischenwertsatzes mindestens eine Nullstelle für {\displaystyle r>0} gibt. Für {\displaystyle \Lambda >0} (dS) ist {\displaystyle \lim _{r\rightarrow -\infty }f(r)=-\infty }, weshalb des wegen des Zwischenwertsatzes mindestens eine Nullstelle für {\displaystyle r<0} gibt, welche jedoch aufgrund der physikalischen Bedeutung des Radius nicht relevant ist. In diesem Fall sollte es trotzdem zwei positive Lösungen geben, welche dann der Radius des Ereignishorizont des Schwarzen Loches sowie der kosmologische Radius des Universums sind. Für welche Massen das tatsächlich der Fall ist ergibt sich für den Grenzfall einer doppelten Nullstelle, also gerade wenn das lokale Minimum zu einer Nullstelle wird. Für die erste und zweite Ableitung gilt:
- {\displaystyle f'(r)=\Lambda r^{2}-1}, also gibt es lokale Extrema bei {\displaystyle r=\pm {\sqrt {1/\Lambda }}}.
- {\displaystyle f''(r)=2\Lambda r}, also gibt es einen Krümmungswechsel bei {\displaystyle r=0}.

Dadurch ergibt sich durch die dunkle Energie eine Massenobergrenze durch:
{\displaystyle f\left({\sqrt {1/\Lambda }}\right)=-{\frac {2}{3}}{\sqrt {\frac {1}{\Lambda }}}+2M\;{\stackrel {!}{=}}\;0\Rightarrow M={\frac {1}{3}}{\sqrt {\frac {2}{\Lambda }}}.}